# Oedemera mogadorica
Oedemera mogadorica là một loài bọ cánh cứng trong họ Oedemeridae. Loài này được Escalera miêu tả khoa học năm 1914.